# VfL 88 Naumburg
Der VfL 88 Naumburg (Verein für Leibesübungen 1888 Naumburg) war ein Arbeitersportverein aus der Stadt Naumburg (Saale) im heutigen Sachsen-Anhalt. Seine Fußballmannschaft nahm in der Weimarer Republik am Spielbetrieb und an den Meisterschaftsrunden des ATSB teil.

## Geschichte
Der Verein wurde 1888 in Naumburg (Saale) gegründet und hieß zunächst Freie Turnerschaft (FT) Naumburg. Obwohl Naumburg in der Provinz Sachsen lag, gehörte der Verein zum ATSB-Regionalverband Freie Thüringer Fußballvereinigung und spielte im 5. ATSB-Kreis, der Thüringen und einige angrenzende Gebiete abdeckte.
In der Spielzeit 1922/23 wurde der Verein Meister des 5. ATSB-Kreises und unterlag im Halbfinale der mitteldeutschen Verbandsmeisterschaft dem TSV Nürnberg-Ost mit 0:3. In der Spielzeit 1923/24 belegte der VfL 88 Naumburg den fünften Rang im 5. ATSB-Kreis. Als ATSB-Kreismeister in der Spielzeit 1926/27 nahm der Verein an der mitteldeutschen ATSB-Verbandsmeisterschaft teil und unterlag im Halbfinale Fortuna Dölau mit 4:5 nach Verlängerung. In der folgenden Spielzeit 1927/28 wurde der VfL 88 Naumburg erneut Kreismeister. Nach einem 2:1-Sieg gegen die Sportfreunde Dessau unterlag der Verein im Endspiel um die mitteldeutsche Verbandsmeisterschaft dem SV West 03 Leipzig mit 0:2. In den darauffolgenden Spielzeiten 1928/29 und 1929/30 belegte der VfL 88 Naumburg jeweils den 4. Rang im 5. ATSB-Kreis.
Nach der Machtergreifung der Nationalsozialisten wurde der Verein 1933 verboten und aufgelöst.